# Луда девојка
Луда девојка је трећи студијски албум певача Ипчета Ахмедовског. Албум је издат 1992. године на касети.

## Песме
На албуму се налазе следеће песме:

## Информације о албуму
- Музика на песмама: Новица Урошевић

- Текстови на песмама: Новица Урошевић

- Аранжмани на песмама: Новица Николић Патало и Новица Урошевић